# Ausbreitung des Buchdrucks

Ausbreitung im 15. Jahrhundert: Bis zum Jahr 1500 wurde der Buchdruck an 271 Orten aufgenommen

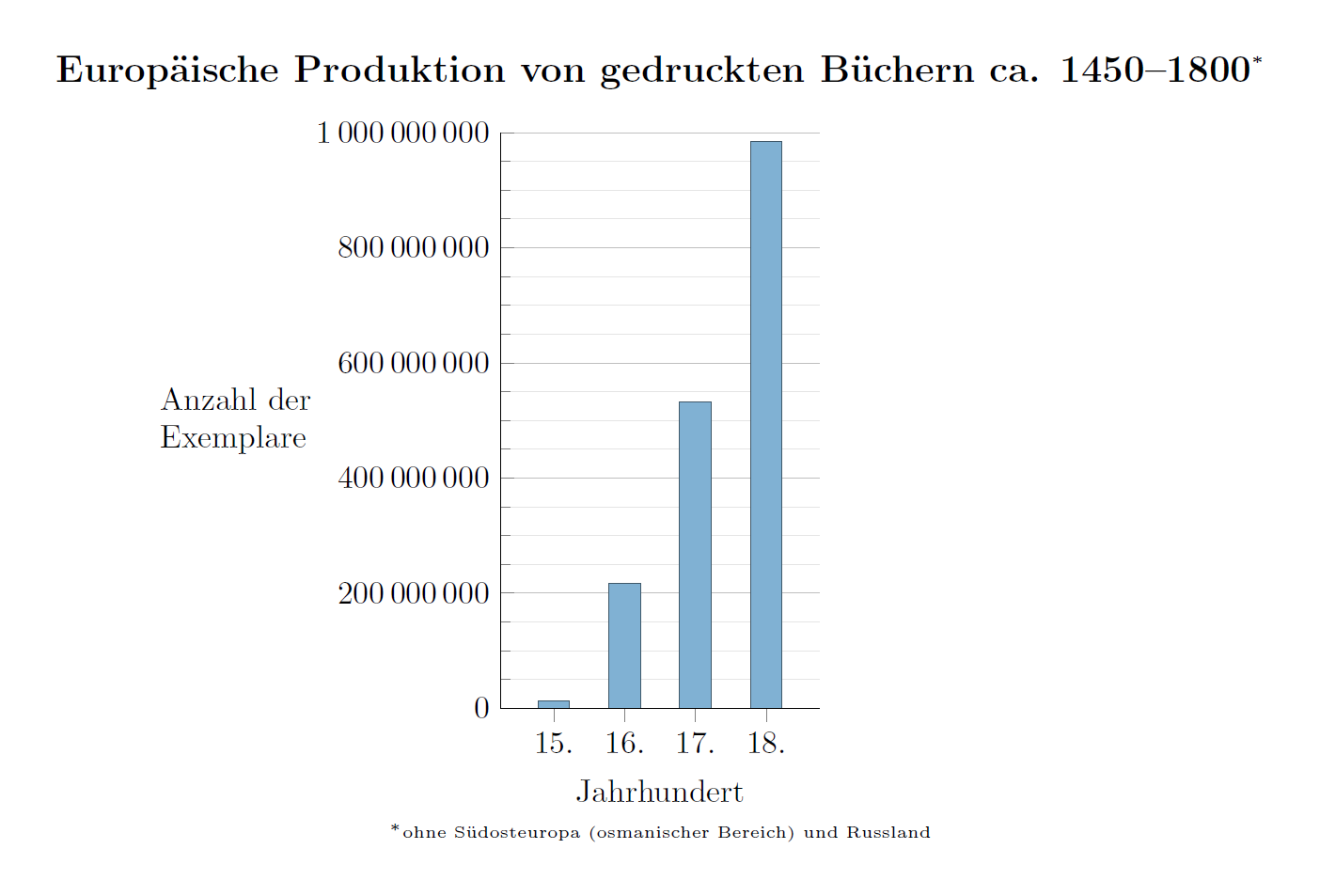
Europäische Buchdruckproduktion ca. 1450–1800

Die globale Ausbreitung des Buchdrucks wird in diesem Artikel in Tabellen dargestellt, chronologisch geordnet nach Kontinenten und Ländern. Der Buchdruck mit beweglichen Lettern begann um 1450 mit der Erfindung der Druckpresse durch Johannes Gutenberg in Mainz. Bis 1500 wurde der Buchdruck an 270 weiteren Orten in Europa aufgenommen. Gedruckte Bücher aus dieser Zeit werden Inkunabeln genannt. Im 19. Jahrhundert hatte der Buchdruck alle Weltgegenden erreicht.

## Deutschland
| Datum                 | Stadt      | Drucker                                                                  | Kommentar                                                                          |
| --------------------- | ---------- | ------------------------------------------------------------------------ | ---------------------------------------------------------------------------------- |
| 1452–53               | Mainz      | Johannes Gutenberg, Peter Schöffer, Johannes Fust (Investor)             | Gutenberg-Bibel                                                                    |
| ~1457                 | Bamberg    | Albrecht Pfister, Johann Sensenschmid (ab 1480)                          | Pfister: erste Holzschnitt-Illustration um 1461                                    |
| Nicht später als 1460 | Straßburg  | Johannes Mentelin                                                        |                                                                                    |
| ~1465                 | Köln       | Ulrich Zell                                                              |                                                                                    |
| 1468                  | Augsburg   | Günther Zainer                                                           |                                                                                    |
| Nicht später als 1469 | Nürnberg   | Johann Sensenschmid, Regiomontanus (1472–75), Anton Koberger (1473–1513) |                                                                                    |
| 1471                  | Speyer     |                                                                          |                                                                                    |
| 1472                  | Lauingen   |                                                                          |                                                                                    |
| 1473                  | Esslingen  |                                                                          |                                                                                    |
| 1473                  | Merseburg  | Lucas Brandis                                                            |                                                                                    |
| 1473                  | Ulm        | Johann Zainer                                                            |                                                                                    |
| 1474/75               | Marienthal | Fraterherren                                                             | Caeremoniae und Ordinarius der Bursfelder Benediktinerkongregation                 |
| ~1473–74              | Erfurt     |                                                                          |                                                                                    |
| ~1474                 | Lübeck     | Lucas Brandis                                                            |                                                                                    |
| 1475                  | Breslau    | Kasper Elyan/Caspar Elyan aus Glogau                                     | Elyans Druckerei blieb bis 1483 in Betrieb und veröffentlichte insgesamt 11 Titel. |
| 1475                  | Trient     | Albrecht Kunne                                                           |                                                                                    |
| ~1475                 | Blaubeuren |                                                                          |                                                                                    |
| ~1475                 | Rostock    |                                                                          |                                                                                    |
| 1476                  | Reutlingen |                                                                          |                                                                                    |
| ~1478–79              | Memmingen  | Albrecht Kunne                                                           |                                                                                    |
| 1479                  | Würzburg   | Georg Reyser                                                             |                                                                                    |
| 1479                  | Magdeburg  | Bartholomäus Ghotan, Lucas Brandis                                       |                                                                                    |
| 1480                  | Passau     |                                                                          |                                                                                    |
| 1480                  | Leipzig    | Konrad Kachelofen, Andreas Friesner                                      |                                                                                    |
| ~1480                 | Eichstätt  |                                                                          |                                                                                    |
| 1482                  | Wien       | Johann Winterburger                                                      |                                                                                    |
| 1482                  | München    | Johann Schauer                                                           |                                                                                    |
| 1482                  | Heidelberg |                                                                          |                                                                                    |
| 1484                  | Ingolstadt |                                                                          |                                                                                    |
| 1485                  | Münster    |                                                                          |                                                                                    |
| ~1485                 | Regensburg |                                                                          |                                                                                    |
| 1486                  | Schleswig  | Steffen Arndes                                                           |                                                                                    |
| ~1486                 | Stuttgart  |                                                                          |                                                                                    |
| ~1488                 | Hamburg    | Johann Borchard                                                          |                                                                                    |
| 1489                  | Hagenau    |                                                                          |                                                                                    |
| 1491                  | Freiburg   |                                                                          |                                                                                    |

## Restliches Europa

### Italien
| Datum    | Stadt   | Drucker                                                                  | Kommentar |
| -------- | ------- | ------------------------------------------------------------------------ | --- |
| 1465     | Subiaco | Arnold Pannartz, Konrad Sweynheym                                        | |
| 1467     | Rom     | Ulrich Han, Arnold Pannartz, Konrad Sweynheym (ab 1467)                  | |
| 1469     | Venedig | Johann von Speyer, kurz danach Nicolas Jenson aus Tours, Aldus Manutius  | Johann wurde vom Senat für fünf Jahre ein Monopol auf den Druck mit beweglichen Lettern gewährt, aber er starb kurze Zeit später. 1469 entstand durch Speyer der lateinische Erstdruck der „Historiae naturalis libri XXXVII“. |
| 1470     | Venedig | Filippo de Lavagna, Antonio Zaroto, kurz danach Waldarfer von Regensburg | Christoph Waldarfer ab 1474 in Mailand |
| 1470     | Neapel  | Sixtus Riessinger                                                        | |
| 1471     | Florenz | Demetrius Chalcondylas                                                   | Frühester Buchdruck auf Griechisch. |
| 1471     | Genua   |                                                                          | |
| 1471     | Ferrara |                                                                          | |
| 1471     | Bologna |                                                                          | |
| 1471     | Padua   |                                                                          | |
| 1471     | Treviso |                                                                          | |
| 1472     | Parma   |                                                                          | |
| 1473     | Pavia   |                                                                          | |
| 1473     | Brescia |                                                                          | |
| ~1473–74 | Modena  |                                                                          | |
| 1484     | Siena   |                                                                          | |
| ~1501    | Venedig | Ottaviano Petrucci                                                       | Erster Druck von Notenblättern mit beweglichen Lettern. |

Im 15. Jahrhundert wurden Druckereien in 77 italienischen Städten eingerichtet. Am Ende des folgenden Jahrhunderts gab es in Italien insgesamt 151 verschiedene Orte, in denen mindestens einmal gedruckt worden war, wovon 130 (86 %) nördlich von Rom lagen. Im Lauf der beiden Jahrhunderte waren insgesamt 2894 Buchdrucker in Italien tätig, von denen nur 216 im südlichen Italien aktiv waren. Etwa 60 % der Druckereien im Land befanden sich in sechs Städten (Venedig, Rom, Mailand, Neapel, Bologna und Florenz), wobei die Konzentration von Druckern in Venedig besonders hoch lag (etwa 30 %).

### Schweiz  (Gebiet der heutigen Schweiz)
| Datum | Stadt                       | Drucker                   | Kommentar |  |
| ----- | --------------------------- | ------------------------- | --- |  |
| ~1468 | Basel                       | Berthold Ruppel           | errichtet hier spätestens 1468 eine Druckerei                                                                                      |  |
| 1470  | Beromünster (Kanton Luzern) | Helias Helye              | lernt den Buchdruck in Basel kennen und errichtet eine Druckerei im Chorherrenstift St. Michael Beromünster, die bis 1475 arbeitet |  |
| ~1474 | Burgdorf (Kanton Bern)      |                           | Die Druckerei eines Unbekannten arbeitet bis 1475/1476                                                                             |  |
| 1478  | Genf                        | Adam Steinschaber         | Genfer Erstdrucker, arbeitet bis Oktober 1480                                                                                      |  |
| ~1479 | Zürich                      | Sigmund Rot               | druckt im Predigerkloster Zürich bis 1481/1482                                                                                     |  |
| 1481  | Rougemont VD (Kanton Waadt) | frater Heinrich Wirczburg | druckt im Cluniazenser-Priorat nur 1481                                                                                            |  |
| 1500  | Sursee (Kanton Luzern)      | unbekannter Drucker       | druckt hier als einziges Werk die Reimchronik über den Schwabenkrieg von Niklaus Schradin                                          |  |
| 1577  | Schaffhausen                |                           | |  |
| 1578  | St. Gallen                  |                           | |  |
| 1585  | Freiburg im Üechtland       | Abraham Gemperlin         | |  |
| 1664  | Einsiedeln                  |                           | |  |

### Frankreich
| Datum    | Stadt     | Drucker                                         | Kommentar |
| -------- | --------- | ----------------------------------------------- | --------- |
| 1470     | Paris     | Ulrich Gering, Martin Crantz, Michael Friburger |           |
| 1473     | Lyon      | Guillaume Le Roy, Buyer                         |           |
| ~1475    | Toulouse  |                                                 |           |
| 1476–77  | Angers    |                                                 |           |
| ~1477–78 | Vienne    |                                                 |           |
| 1478–79  | Chablis   |                                                 |           |
| 1479     | Poitiers  |                                                 |           |
| 1480     | Caen      |                                                 |           |
| 1480–82  | Rouen     |                                                 |           |
| 1483     | Troyes    |                                                 |           |
| 1484–85  | Rennes    |                                                 |           |
| 1486     | Abbeville |                                                 |           |
| ~1486–88 | Besançon  |                                                 |           |
| 1490–91  | Orléans   |                                                 |           |
| 1491     | Dijon     |                                                 |           |
| 1491     | Angoulême |                                                 |           |
| 1493     | Nantes    |                                                 |           |
| 1493–94  | Tours     |                                                 |           |
| 1495–96  | Limoges   |                                                 |           |
| 1497     | Avignon   |                                                 |           |
| 1500     | Perpignan |                                                 |           |

Zusätzlich zu den genannten Städten gab es eine geringe Anzahl kleinerer Städte, in denen ebenfalls Buchdrucker tätig waren.

### Spanien
| Datum    | Stadt      | Drucker                                             | Kommentar |
| -------- | ---------- | --------------------------------------------------- | --------- |
| 1472–73  | Sevilla    |                                                     |           |
| ~1472–74 | Segovia    | Johannes Parix                                      |           |
| ~1473    | Barcelona  | Heinrich Botel, Georgius vom Holtz, Johannes Planck |           |
| ~1473–74 | Valencia   | Lambert Palmart, Jakob Vinzlant                     |           |
| 1475     | Saragossa  | Matthias Flander, Paul Hurus                        |           |
| ~1480    | Salamanca  |                                                     |           |
| 1485     | Burgos     |                                                     |           |
| 1486     | Toledo     |                                                     |           |
| 1496     | Granada    | Meinrad Ungut, Hans Pegnitzer                       |           |
| 1499     | Montserrat |                                                     |           |
| 1500     | Madrid     |                                                     |           |

### Belgien
| Datum    | Stadt      | Drucker                        | Kommentar |
| -------- | ---------- | ------------------------------ | --- |
| 1473     | Aalst      | Dirk Martens                   | |
| 1473–74  | Löwen      | Johann von Westphalen          | |
| ~1473–74 | Brügge     | William Caxton, Colard Mansion | |
| 1475–76  | Brüssel    |                                | |
| 1480     | Oudenaarde | Arend De Keysere               | |
| 1481     | Antwerpen  | Matt. Van der Goes             | |
| 1483     | Gent       | Arend De Keysere               | |
| 1555     | Antwerpen  | Christoffel Plantijn           | 1567–1572: Druck der fünfsprachigen Biblia Polyglotta (Lateinisch, Griechisch, Hebräisch, Altsyrisch und Chaldäisch); Mit bis zu 16 Druckerpressen war die Druckerei die Größte ihrer Zeit. |

### Niederlande
| Datum | Stadt    | Drucker              | Kommentar |
| ----- | -------- | -------------------- | --- |
| 1473  | Utrecht  |                      | |
| 1477  | Gouda    | Gerard Leeu          | |
| 1477  | Deventer | Richard Paffroad     | |
| 1477  | Zwolle   |                      | |
| 1477  | Delft    | Jacob Jacobzoon      | |
| 1483  | Haarlem  | Jacob Bellaert       | |
| 1583  | Leiden   | Christoffel Plantijn | Filiale der Druckerei in Antwerpen; nach dem Tod von Plantijn wurde die Druckerei von seinem Schwiegersohn Franciscus Raphelengius der Ältere weitergeführt |

### Ungarn
| Datum | Stadt                 | Drucker           | Kommentar |
| ----- | --------------------- | ----------------- | --- |
| 1473  | Buda (jetzt Budapest) | Andreas Hess?     | Das erste Werk, das auf ungarischem Boden gedruckt wurde, war das lateinische Geschichtsbuch Chronica Hungarum, das am 5. Juni 1473 veröffentlicht wurde.                         |
| 1539  | Kronstadt             | Johannes Honterus | |
| 1550  | Klausenburg           | Caspar Helth      | |
| 1561  | Debreczin             |                   | Die Druckerpressen waren besonders im Dienst der calvinistischen Sache aktiv, nachdem die Stadt während der Reformation zu einer Hochburg des Calvinismus in Ungarn geworden war. |

Instabile politische Verhältnisse im Land zwangen viele Drucker mehrmals den Standort zu wechseln, so dass im Lauf des 16. Jahrhunderts 20 Druckereien an 30 verschiedenen Orten aktiv waren.

### Polen
| Datum | Stadt    | Drucker           | Kommentar |
| ----- | -------- | ----------------- | --- |
| 1473  | Krakau   | Kasper Straube    | Das älteste Druckwerk in Polen ist der lateinische Calendarium Cracoviense (Krakauer Kalender), ein einseitiger astronomischer Almanach für das Jahr 1474. Obgleich Straube in Krakau bis 1477 tätig blieb, konnte sich der Buchdruck in Krakau und Polen erst nach 1503 endgültig etablieren. 1491 druckte Schweipolt Fiol aus Franken das erste Buch auf Kyrillisch. |
| 1593  | Lemberg  | Matthias Bernhart | |
| 1625  | Warschau |                   | |

Im 15. und 16. Jahrhundert wurden Druckerpressen auch in Posen, Vilnius, Lemberg und Brest-Litowsk aufgestellt.

### Böhmen
| Datum    | Stadt      | Drucker                             | Kommentar |
| -------- | ---------- | ----------------------------------- | --- |
| ~1475–76 | Pilsen     | Seit 1488 Mikuláš Bakalář           | Statuta Ernesti (1476), Trojanische Chronik und Neues Testament (tschechisch)                                                     |
| 1486     | Brünn      | Conradus Stahel, Matthias Preinlein | Agenda Olomucensis u. 20 weitere, z. T. kleine lateinische Drucke bis 1488                                                        |
| 1487     | Prag       |                                     | Trojanische Chronik, 1488 die ganze Bibel (tschechisch); seit 1512 hebräisch durch Gerson Katz, seit 1517 in kyrillischer Schrift |
| 1489     | Kuttenberg | Martin z Tišnova                    | Die Bibel (tschechisch) |

Die erste Ausgabe der Trojanischen Chronik trägt zwar das Datum 1468, es wurde jedoch eine handschriftliche Vorlage gefunden mit gleichem Datum. Deshalb neigen die meisten Forscher zur späteren Datierung. Seit 1486 wurde auch in Brünn und etwas später in Olmütz auf Lateinisch gedruckt.

### England
| Datum | Stadt       | Drucker                                         | Kommentar |
| ----- | ----------- | ----------------------------------------------- | --- |
| 1476  | Westminster | William Caxton                                  | Die ersten Drucke in England sind ein Ablass, der auf den 13. Dezember 1476 datiert ist (Datum handschriftlich vermerkt), und die Dicts or Sayings, die am 18. November 1477 fertiggestellt wurden. Zwischen 1472 und 1476 hatte Caxton bereits einige englischsprachige Werke auf dem Kontinent veröffentlicht. |
| 1478  | Oxford      | Theoderich Rood                                 | |
| ~1479 | St Albans   | 'Schulmeister'                                  | Insgesamt acht Titel im 15. Jahrhundert veröffentlicht. |
| 1480  | London      | John Lettou, William Machlinia, Wynkyn de Worde | |

### Dänemark
| Datum | Stadt      | Drucker              | Kommentar |
| ----- | ---------- | -------------------- | --- |
| 1482  | Odense     | Johann Snell         | Snell hat sowohl in Dänemark als auch in Schweden als erster den Buchdruck eingeführt. |
| 1493  | Kopenhagen | Gottfried von Ghemen | Von Ghemen druckte in Kopenhagen von 1493 bis 1495 und von 1505 bis 1510. In der Zwischenzeit war er im holländischen Leiden aktiv. Für 200 Jahre wurde der Buchdruck in Dänemark durch staatliche Politik größtenteils auf Kopenhagen beschränkt. |

### Schweden
| Datum    | Stadt     | Drucker      | Kommentar |
| -------- | --------- | ------------ | --------- |
| 1483     | Stockholm | Johann Snell |           |
| vor 1495 | Vadstena  |              |           |
| 1510     | Uppsala   |              |           |

### Portugal
| Datum | Stadt         | Drucker                              | Kommentar |
| ----- | ------------- | ------------------------------------ | --- |
| 1487  | Faro          | Samuel Gacon (auch Porteiro genannt) | Das erste im Land gedruckte Buch war der hebräische Pentateuch, der vom Juden Samuel Gacon in Südportugal gedruckt wurde, nachdem er aus Spanien vor der Inquisition fliehen musste.           |
| 1488  | Chaves        | Unbekannt                            | Laut der deutschen Wissenschaftlerin Horch ist der Sacramental das erste auf Portugiesisch gedruckte Buch und nicht Ludolphus de Saxonias Livro de Vita Christi von 1495 wie zuvor angenommen. |
| 1489  | Lissabon      | Rabbi Zorba, Raban Eliezer           | |
| 1492  | Leiria        |                                      | |
| 1494  | Braga         |                                      | |
| 1536  | Coimbra       |                                      | |
| 1571  | Vizeu         |                                      | |
| 1583  | Angra, Azoren |                                      | |
| 1622  | Porto         |                                      | |

### Königliches und Herzogliches Preußen
| Datum | Stadt      | Drucker                                                                               | Kommentar |
| ----- | ---------- | ------------------------------------------------------------------------------------- | --- |
| 1492  | Marienburg | Jakob Karweyse                                                                        | Karweyse druckte das von Johannes Marienwerder geschriebene Das Leben der zeligen Frawen Dorothee. Es wurden aber insgesamt nur zwei Titel gedruckt. |
| 1499  | Danzig     | Konrad Baumgarten, Martin Tretter (1505), Johann Weinreich (1520), Franz Rhode (1540) | Baumgarten kam aus Süddeutschland und eröffnete eine Druckerei in Danzig. Wie viele Drucker damals, ging er auf berufliche Wanderschaft. − Weinreich entstammte einer alteingesessenen Danziger Familie. Er eröffnete 1523 eine Druckerei in Königsberg, behielt aber weitere Kontakte zu Danzig und andere Orte. – Rhode verlegte die Narratio Prima. |
| 1523  | Königsberg | Johann Weinreich, Hans Lufft (1549)                                                   | Albrecht von Brandenburg-Preußen sorgte ab 1519 für die Einrichtung einer Druckerei in Königsberg. Seit 1523 ist Johann Weinreich als hier tätiger Drucker festgestellt. – Der Ankauf von Büchern durch den Buchhandel war lange noch weit verbreitet. Besonders Lübeck, die Hauptstadt der Hanse, lieferte Bücher in den gesamten Ostseeraum. Erst 1549 erhielt der Buchdrucker Weinrauch Konkurrenz in Königsberg durch Hans Lufft, der aus Wittenberg kam und seine komplette Druckereiausstattung mitbrachte. Noch später kam Hans Daubmann hinzu. |

### Kroatien
| Datum      | Stadt                        | Drucker           | Kommentar |
| ---------- | ---------------------------- | ----------------- | --- |
| 1483–1493  | Kosinj (Region Lika)         |                   | Missale Romanum Glagolitice – erstes im Land gedrucktes Buch (1483) |
| 1494–1508  | Senj                         | Blaž Baromić      | Baromić führte in Kroatien als erster den Buchdruck ein. Neben Kosinjer Missal aus 1483, erstmals wurde ein Messbuch in der Glagolitza Schrift gedruckt (Senjer Glagolitisches Missal), gefolgt von der zweiten Ausgabe des Kosinjer Missale Romanum Glagolitice. |
| 1570?–1586 | Nedelišće (Region Međimurje) | Rudolf Hoffhalter | Decretum (Tripartitum) (1574), Contra praesentiam corporis et sanguinis Christi in sacramento Eucharistiae |

### Serbien und Montenegro
| Datum   | Stadt                    | Drucker         | Kommentar |
| ------- | ------------------------ | --------------- | --- |
| 1493–94 | Kloster Obod bei Cetinje | Makarije        | Oktoih prvoglasnik, Oktoih petoglasnik, Psaltir, Molitvenik und Četvorojevanđelje (die erste Bibel in Kirchenslawisch serbischer Redaktion) |
| 1552    | Belgrad                  | Trojan Gundulić | Četvorojevanđelje (Bibel), Serbulje (Predikten)                                                                                             |

Bis zum frühen 19. Jh. konnte sich die Druckerei aufgrund der politischen Verhältnisse (so u. a. osmanische Herrschaft) nicht entwickeln; der Druck serbischer Bücher und Zeitschriften fand vorwiegend in Venedig und Wien statt.
Bis zum Stichjahr 1501, also dem Erscheinungsjahr, an dem ein Druck aufhört, als Inkunabel zu gelten, wurden Druckereien in 236 verschiedenen europäischen Städten eingerichtet. Es wird geschätzt, dass in diesem Zeitraum in Europa 20 Millionen Bücher für eine Bevölkerung von vielleicht 70 Millionen Menschen gedruckt wurden.

### Schottland
| Datum | Stadt | Drucker                       | Kommentar |
| ----- | ----- | ----------------------------- | --------- |
| 1507  | ?     | Walter Chepman, Andrew Millar |           |

### Rumänien
| Datum | Stadt      | Drucker            | Kommentar            |
| ----- | ---------- | ------------------ | -------------------- |
| 1508  | Târgoviște | Makarije           | Liturgiebücher u. a. |
| 1545  | Târgoviște | Dimitrie Liubavici |                      |

### Island
| Datum    | Stadt | Drucker                   | Kommentar |
| -------- | ----- | ------------------------- | --- |
| ca. 1530 | Hólar | Jon Matthiasson (Schwede) | Die Druckerpresse wurde auf Initiative von Bischof Jón Arason importiert. Der erste bekannte einheimische Druck ist das lateinische Breviarium Holense von 1534. |

### Norwegen
| Datum                      | Stadt     | Drucker | Kommentar |
| -------------------------- | --------- | ------- | --------- |
| Mitte des 16. Jahrhunderts | Trondheim |         |           |
| 1644                       | Oslo      |         |           |

### Irland
| Datum | Stadt | Drucker         | Kommentar |
| ----- | ----- | --------------- | --------- |
| 1551  | ?     | Humphrey Powell |           |

### Russland
| Datum  | Stadt          | Drucker       | Kommentar                                                            |
| ------ | -------------- | ------------- | -------------------------------------------------------------------- |
| 1553-4 | Moskau         | Unbekannt     | Evangeliar und sechs weitere Bücher veröffentlicht.                  |
| 1564   | Moskau         | Iwan Fjodorow | Apostol ist das erste datierte Buch, das in Russland gedruckt wurde. |
| 1711   | St. Petersburg |               |                                                                      |
| 1815   | Astrachan      |               |                                                                      |

Bis zur Regierungszeit von Peter I. blieb der Buchdruck in Russland auf die von Fjodorow gegründete Moskauer Druckerei beschränkt. Im 18. Jahrhundert stieg die jährliche Buchproduktion von 147 Titeln 1724 auf 435 (1787), blieb aber in ihrer Entwicklung durch staatliche Zensur und weitverbreitetes Analphabetentum gehemmt.

### Lettland
| Datum | Stadt | Drucker         | Kommentar |
| ----- | ----- | --------------- | --------- |
| 1588  | Riga  | Nikolaus Mollin |           |

### Georgien
| Datum | Stadt  | Drucker | Kommentar |
| ----- | ------ | ------- | --------- |
| 1701  | Tiflis |         |           |

### Griechenland
| Datum | Stadt | Drucker | Kommentar |
| ----- | ----- | ------- | --------- |
| 1817  | Korfu |         |           |

Griechische Bücher wurden ab dem 15. Jahrhundert in Italien und im Osmanischen Reich, insbesondere in Konstantinopel und Smyrna gedruckt.

### Grönland
| Datum | Stadt    | Drucker | Kommentar |
| ----- | -------- | ------- | --------- |
| 1860  | Godthaab |         |           |

## Amerika

### Lateinamerika
| Datum | Stadt                        | Land        | Drucker                                                              | Kommentar |
| ----- | ---------------------------- | ----------- | -------------------------------------------------------------------- | --- |
| 1539  | Mexiko-Stadt                 | Mexiko      | Juan Pablos aus Brescia (im Auftrag von Hans Cromberger aus Sevilla) | Zwischen 1539 und 1600 produzierten Druckerpressen 300 Ausgaben und im folgenden Jahrhundert stieg die Zahl der Titel auf 2007. Im 16. Jahrhundert waren mehr als 31 % der vor Ort hergestellten Bücher in einheimischen Indianersprachen abgefasst, zumeist religiöse Texte oder Grammatiken und Wörterbücher von Amerindischen Sprachen. Im 17. Jahrhundert fiel ihr Anteil auf 3 % der gesamten Buchproduktion. |
| 1581  | Lima                         | Peru        |                                                                      | 1106 Titel wurden zwischen 1584 und 1699 herausgegeben. |
| 1640  | Puebla                       | Mexiko      |                                                                      | |
| 1660  | Guatemala-Stadt              | Guatemala   |                                                                      | Das erste Buch war Tratado sobre el cultivo del añil, gedruckt in blauer Druckfarbe. |
| 1700  | Jesuiten-Mission in Paraguay | Paraguay    |                                                                      | Druckerpresse aus örtlichem Material von einheimischen Guaraní hergestellt, die zum Christentum übergetreten waren. |
| 1707  | Havanna                      | Cuba Libre  |                                                                      | |
| 1736  | Bogotá                       | Kolumbien   |                                                                      | |
| 1759  | Quito                        | Ecuador     |                                                                      | |
| 1776  | Santiago                     | Chile       |                                                                      | Druckerpresse war nur kurz in Betrieb. Ab 1818 dauerhafter Betrieb. |
| 1780  | Buenos Aires                 | Argentinien |                                                                      | |
| 1807  | Montevideo                   | Uruguay     |                                                                      | |
| 1808  | Rio de Janeiro               | Brasilien   |                                                                      | Die erste offizielle Druckerpresse wurde im Mai 1808 in der königlichen Druckerei von der Junta in Betrieb genommen. |
| 1808  | Caracas                      | Venezuela   |                                                                      | |
| 1810  | Valparaíso                   | Chile       |                                                                      | |

### Nordamerika
| Datum | Stadt                | Land   | Drucker                           | Kommentar                                                                 |
| ----- | -------------------- | ------ | --------------------------------- | ------------------------------------------------------------------------- |
| 1638  | Cambridge            | USA    | John Daye, Samuel Green (ab 1649) |                                                                           |
| 1686  | Philadelphia         | USA    | W. Bradford                       |                                                                           |
| 1693  | New York             | USA    | W. Bradford                       |                                                                           |
| 1735  | Germantown           | USA    | Christoph Sauer                   |                                                                           |
| 1766  | Halifax              | Kanada |                                   |                                                                           |
| 1828  | New Echota, Arkansas | USA    | Elias Boudinot (Cherokee)         | Boudinot gab den Cherokee Phoenix als erste Zeitung seines Stamms heraus. |
| 1846  | San Francisco        | USA    |                                   |                                                                           |
| 1853  | Oregon               | USA    |                                   |                                                                           |
| 1858  | Vancouver Island     | Kanada |                                   |                                                                           |

## Asien

### Südasien
| Datum | Stadt        | Land      | Drucker                   | Kommentar |
| ----- | ------------ | --------- | ------------------------- | --------- |
| 1556  | Goa          | Indien    | Jesuiten                  |           |
| 1569  | Tarangambadi | Indien    | London Missionary Company |           |
| 1737  | ?            | Sri Lanka |                           |           |
| 1772  | Madras       | Indien    |                           |           |
| 1778  | Kalkutta     | Indien    | Charl. Wilkins            |           |
| 1792  | Bombay       | Indien    |                           |           |

### Südostasien
| Datum | Stadt   | Land        | Drucker | Kommentar |
| ----- | ------- | ----------- | ------- | --------- |
| 1590  | Manila  | Philippinen |         |           |
| 1668  | Batavia | Indonesien  |         |           |
| 1818  | Sumatra | Indonesien  |         |           |

### Innerasien
| Datum | Stadt   | Land | Drucker                | Kommentar |
| ----- | ------- | ---- | ---------------------- | --------- |
| 1637  | Isfahan | Iran | Armenier aus Neu-Julfa |           |
| 1820  | Teheran | Iran |                        |           |
|       | Täbris  | Iran |                        |           |

### Naher Osten
| Datum | Stadt          | Land              | Drucker                   | Kommentar |
| ----- | -------------- | ----------------- | ------------------------- | --- |
| 1729  | Konstantinopel | Osmanisches Reich | İbrahim Müteferrika       | Erste Presse zum Drucken auf Arabisch im osmanischen Reich eingerichtet, gegen starken Widerstand der Kopisten und teilweise moslemischer Religionsgelehrter. Die Druckerei blieb bis 1742 in Betrieb und gab ausschließlich nicht-religiöse Werke heraus, insgesamt siebzehn an der Zahl. |
| 1779  | Konstantinopel | Osmanisches Reich | James Mario Matra (Brite) | Erfolgloser Versuch, den Buchdruck wieder aufzunehmen |

Aufgrund religiöser Einwände verbot Sultan Bayezid II. 1483 das Drucken auf Arabisch im Osmanischen Reich bei Todesstrafe. Lediglich von der jüdischen (1515 Saloniki, 1554 Adrianopel, 1552 Belgrad, 1658 Smyrna) sowie der griechischen und armenischen Gemeinschaft wurde der Buchdruck in den jeweiligen Alphabeten betrieben. 1727 erteilte Sultan Ahmed III. seine Erlaubnis für die Errichtung der ersten Druckerpresse mit arabischen Lettern, die einige säkulare Werke auf Osmanisch herausgab (das Drucken religiöser Schriften blieb weiterhin untersagt).

### Ferner Osten
| Datum | Stadt | Land     | Drucker                  | Kommentar |
| ----- | ----- | -------- | ------------------------ | --- |
| 1833  | Macau | China    |                          | Die ersten Pressen wurden von westlichen Priestern für ihre Missionsarbeit aus Europa und Amerika herangeschafft. Das älteste bekannte Exemplar, eine Albionpresse, wurde in der portugiesischen Kolonie Macao aufgestellt und später nach Kanton und Ningbo gebracht. |
| 1883  | Seoul | Südkorea | Inoue Kakugoro (Japaner) | Die erste Druckerpresse wurde aus Japan zur Publikation von Koreas erster koreanischsprachiger Zeitung Hansong Sunbo importiert. Nachdem die Presse von Konservativen zerstört wurde, kehrte Inoue mit einer neuen aus Japan zurück und legte die Zeitung nun unter dem Namen Hansong Chubo auf. 1885, 1888 und 1891 eröffneten auch westliche Missionare Druckereien in Seoul. Koreas allererste Druckerpresse scheint freilich bereits 1881 im Vertragshafen von Pusan von Japanern aufgestellt worden zu sein, um die erste Zeitung des Landes zu drucken, die zweisprachige Chosen shinpo. |

## Afrika
| Datum                  | Stadt                            | Land       | Drucker                                 | Kommentar |
| ---------------------- | -------------------------------- | ---------- | --------------------------------------- | --- |
| Ab dem 16. Jahrhundert |                                  | Mosambik   | Portugiesen                             | |
|                        | Luanda                           | Angola     | Portugiesen                             | |
|                        | Malindi                          | Kenia      | Portugiesen                             | |
| 1798                   | Kairo                            | Ägypten    | Franzosen                               | |
| 1806                   | Kapstadt                         | Südafrika  |                                         | |
| c.1825                 |                                  | Madagaskar |                                         | |
| 1833                   |                                  | Mauritius  |                                         | |
| 1855                   | Scheppmansdorf (heute: Rooibank) | Namibia    | Franz Heinrich Kleinschmidt (Deutscher) | Am 29. Juni 1855 brachte der protestantische Missionar Kleinschmidt 300 Kopien von Luthers Katechismus im Khoekhoegowab heraus, welche die ersten Druckwerke in dieser Sprache darstellen. Unruhen scheinen jedoch weitere verlegerische Aktivitäten unterbunden zu haben. Die Druckerpresse wurde zwar noch 1868 funktionsfähig vorgefunden, aber ob der Druckbetrieb damals wieder aufgenommen wurde, ist unbekannt. |

## Australien und Ozeanien
| Datum | Stadt             | Land                   | Drucker     | Kommentar |
| ----- | ----------------- | ---------------------- | ----------- | --------- |
| 1795  | ?                 | Australien             |             |           |
| 1802  | Sydney            | Australien             | George Howe |           |
| 1818  | Hobart, Tasmanien | Australien             |             |           |
| 1818  | Tahiti            | Französisch-Polynesien |             |           |
| 1821  | Hawaii            | USA                    |             |           |
| 1836  | Maui              | USA                    |             |           |